# Изкуството на художествената литература
„Изкуството на художествената литература“ (на английски: The Art of Fiction) е нехудожествена творба на Айн Ранд.
Книгата е публикувана след смъртта ѝ от издателство Plume под редакцията на Тор Бекман през 2000 г. Базирана е върху серия от 12 четиричасови лекции за прозата, които Ранд изнася в своя хол пред група студенти, писатели и читатели през 1958 г.
Придружена е от „Изкуството на нехудожествената литература“.